# Којчевина
Којчевина је насељено мјесто у општини Власеница, Република Српска, БиХ. Према попису становништва из 1991. у насељу је живјело 171 становника.

## Становништво
Према попису становништва из 1991. године, мјесто је имало 171 становника.
| Националност       | 1991. |
| Срби               | 163   |
| Југословени        | 4     |
| остали и непознато | 4     |
| укупно             | 171   |

| Демографија | Демографија | Демографија |
| Година      | Становника  | Становника  |
| ----------- | ----------- | ----------- |
| 1961.       | 159         |             |
| 1971.       | 188         |             |
| 1981.       | 165         |             |
| 1991.       | 171         |             |